# Ед Ґейн
Ед Ґейн (англ. Ed Gein), повне ім'я Е́двард Теодо́р Ґейн (англ. Edward Theodore Gein; нар. 27 серпня 1906, Ла-Кросс, Вісконсин, США — пом. 26 липня 1984, Медісон, Вісконсин, США) — американський маніяк, вбивця, викрадач тіл, один із найвідоміших убивць в історії Сполучених Штатів. Відомий також, як "Плейнфілдський вампір". Попри те, що на його рахункові всього лише два доведені вбивства, їхня жорстокість шокувала світ.

## Біографія

### Дитинство
Ед Ґейн народився в окрузі Ла-Кросс у штаті Вісконсин 27 серпня 1906 року в сім'ї Джорджа Філіпа Ґейна (1873–1940) та Авґусти Вільґельміни Легрук (1878–1945). У Едварда був старший брат Генрі Джордж Ґейн (1901–1944). Батько був алкоголіком, який систематично лишався без роботи. Попри те, що матір ненавиділа батька, вони формально не розлучались через релігійні переконання. Авґуста тримала маленьку бакалійну крамницю, а пізніше переконала чоловіка переїхати на ферму в місті Плейнфілд.
Авґуста зросла в набожній родині, члени якої були затятими супротивниками усього, що пов'язано з сексом. Вона в усьому бачила лише бруд, гріх та хіть. Матір забороняла Едові спілкуватися з іншими дітьми, постійно змушувала займатися тяжкою роботою на фермі та відпускала лише до школи. Фанатично релігійна Авґуста, одержима лютеранством, постійно читала Едові та його братові Біблію. Місто вона називала «пекельною дірою» та переконувала дітей, що весь світ загрузнув у гріхові та розпусті, усі жінки, окрім неї, — блудниці.
Коли Ґейнові було 10 років, він пережив оргазм, спостерігаючи за тим, як його матір та батько зарізали свиню. Одного разу Авґуста побачила, що він мастурбує, й у вигляді покарання обдала його окропом. Попри це Ед уважав свою матір святою. У школі Ґейна діймали однокласники.

### 1940—1946
Батько Ґейна помирає 1940 року від пневмонії. Уплив Авґусти на Еда стає ще сильнішим. Його брат, Генрі Джордж Ґейн, занепокоєний надмірним упливом фанатичної матері на Еда, декілька разів критично висловлюється про неї. Незабаром він гине під час пожежі 16 травня 1944 року, яку гасив разом з Едом. Існує припущення, що Ед убив свого брата — про це свідчать деякі непорозуміння, відмічені поліціянтами, які оглядали труп Генрі, хоча жодних звинувачень проти Еда в цій справі так і не було висунуто.
За рік Авґуста пережила напад і виявилася прикутою до ліжка. Ед доглядав за нею цілодобово, але вона все одно була незадоволеною й постійно кричала на сина, називаючи його тюхтієм та невдахою. Час від часу вона дозволяла йому лежати в ліжкові поруч з собою протягом ночі. 29 грудня 1945 року вона померла після низки інсультів.
Ед, який тепер лишився повністю самотнім на фермі, розпочав пожадливо читати книги з анатомії, історії про звірства нацистів під час Другої світової війни, різноманітну інформацію про ексгумацію, також він любив читати місцеву газету, особливо розділ некрологів. Сусіди не сприймали Ґейна за божевільного, просто за «трохи дивного» безневинного дивака та навіть лишали його сидіти з дітьми, яким Ґейн подекуди переповідав те, що він прочитав на теми, якими був одержимий. Незабаром Ґейн переходить від теорії до практики — він починає по ночах відвідувати цвинтарі, викопувати трупи та розробляти їх. Часто він керувався інформацією, отриманою з некрологів у місцевій пресі. Йому особливо подобалось розкопувати свіжі могили жінок, хоча пізніше на слідстві він присягався, що не проводив жодних сексуальних маніпуляцій зі трупами: «Вони надто погано пахли», казав Ґейн. Деякі частини трупів Ед забирав із собою, і незабаром в нього з'явилась своєрідна колекція з черепів та відрубаних голів, які він розвішував на стінах. Також Ґейн зшив собі костюм з жіночої шкіри, який носив удома.
Навіть історії про дивацтва, які відбувались на його фермі, нікого не турбували. Місцеві діти, зазирнувши до вікон будинку Ґейна, розповідали про побачені ними людські голови, розвішані по стінах. Едвард лише сміявся та казав, що його брат служив під час війни десь у Південних морях і надіслав йому ці голови як подарунок. Однак містечком пройшов поголос про дивні предмети в будинку Ґейна, сам же він незлостиво посміхався й кивав, коли його питали про відрубані голови, які він нібито тримає вдома. Ніхто не думав, що це може бути насправді.

### 1947—1956
1947 року в окрузі було знайдено вбитою восьмирічну дівчинку. Єдиним доказом, знайденим поліцією, що вказував на Еда, були сліди шин від машини, яка, як пізніше виявилося, належала Ґейнові. Але його причетність до вбивства доведено не було.
1952 року зникло два туристи, які зупинились неподалік від будинку Ґейна, щоби влаштувати пікнік. Їхніх трупів не знайдено досі. Причетність Ґейна до злочину не доведено, хоча його підозрювали в їхньому вбивстві.
1953 року знайдено вбитою п'ятнадцятирічну дівчинку. Причетність Ґейна також не було доведено, але деякі елементи збігу з першим вбивством проглядаються доволі чітко.
1954 року Ґейн вбиває Мері Гоґан, хазяйку місцевої таверни. Ґейн спромігся непомітно перенести жінку в тілі до себе додому через ціле місто. Він розчленував її та тримав у себе вдома. Мері оголосили безвісти зниклою. Ґейн жартував, що вона зупинилась погостювати в нього вдома. Жінка зникла з мотелю, полишивши по собі лише калюжі крові, тому жарти Еда про зниклу хазяйку таверни всім видавалися безглуздими. Ніхто не сприймав його серйозно.

### Арешт. Суд. Смерть.
16 листопада 1957 року безслідно зникає хазяйка лавки скобяних товарів 58-річна удова Берніс Ворден. Після опівдні її син Френк Ворден повернувся з полювання й зупинився біля магазину. Він побачив, що матері нема вдома, а передні та задні двері лишилися незачиненими. Френк виявив те, що його страшенно перелякало — кривавий слід, що тягнувся від вітрини до чорного виходу. Швидко оглянувши приміщення, Френк знайшов пом'яту квитанцію на ім'я Едварда Ґейна.
Поліціянти вирішують обшукати будинок маніяка й відразу ж роблять перше жахливе відкриття — випатраний та понівечений труп Берніс Ворден у сараї в Ґейна. Труп було спотворено та підвішено, як тушу оленя. Але набагато страшніші знахідки очікували на поліцію в будинку Еда Ґейна, де стояв страшенний сморід. На стінах було розвішано маски з людської шкіри та зрубані голови, також було знайдено цілий гардероб, виготовлений кустарним чином із дубленої людської шкіри: дві пари штанів, жилетка, костюм, стілець, оббитий шкірою, пасок із жіночих сосків, тарілку для супу, зроблену з черепа. Але й це було ще не все. Холодильник було повністю забито людськими органами, а в одній із каструль було знайдено серце. Пізніше Ґейн зізнався в тому, що він викопував із могил тіла жінок середнього віку, які нагадували йому матір.
Протягом багатогодинного допиту Ед зізнався в убивстві двох жінок — Берніс Ворден та Мері Гоґан (хоча про вбивство Гоґан Ґейн зізнався лише декілька місяців по тому). Над ним розпочався суд.
Поки йшов суд над Ґейном, місцеві хлопчаки стали кидати каміння до вікон «Будинку жахів». Міщани вважали ферму символом зла та розпусти й уникали його будь-яким чином. Влада вирішила продати маєток з аукціону. Люди протестували, але нічого не могли з цим удіяти. Уночі 20 травня 1958 року будинок Ґейна загадковим чином повністю згорів. Існує версія, що це був підпал, але винуватих так і не було знайдено. Коли Ґейн, поміщений у в'язницю при Центральній Державній лікарні, дізнався про цю подію, він сказав лише: «Так і треба».
Ділянку Ґейнів придбав торговець нерухомістю Едмін Ші. Протягом місяця він знищив попелище та прилеглий гай з 60 000 дерев.
З аукціону було продано автомобіль Еда Ґейна, на якому він їздив у день убивства Берніс Ворден. За цей лот билося 14 людей, і, кінець-кінцем, Форд пішов за великі на той час гроші в 760 доларів. Покупець лишився невідомим. Можливо, ним був упорядник ярмарку в Сеймурі, де з'явився автомобіль Форд як атракціон під назвою «Автомобіль упира Еда Ґейна».Понад 2000 людей заплатило 25 центів за те, аби побачити машину в перші два дні показу.
Заробіток на дурній славі Ґейна було зустрінено міщанами Плейнфілду з обуренням. На Вашингтонському ярмаркові в Слінґерові, штат Вісконсин, машину демонстрували протягом чотирьох годин, після чого на місце прибув шериф та закрив атракціон. Після цього влада Вісконсина заборонила показ автомобіля. Скривджені ділки вирушили на південь Іллінойсу, у надії на розуміння. Подальша доля автомобіля невідома.
Згідно з вироком суду Ґейна було визнано неосудним та спрямовано на примусове лікування до лікарні для неосудних злочинців суворого режиму (нині — Виправний заклад Додж) у Вопані, але пізніше його було переведено до Інституту психічного здоров'я Ментоду в Медісоні. 1968 року лікарі вирішили, що Ґейн був достатньо нормальним, аби знову постати перед судом. Нове судове засідання розпочалося 14 листопада 1968 року та тривало тиждень. Суддя Роберт Ґоллмерп визнав Еда винним у навмисному вбивстві, але, оскільки Ґейн юридично був неосудним, решту життя він провів у психіатричній лікарні, де помер 26 липня 1984 року від зупинки серця, викликаної раком, після чого його було поховано на міському цвинтарі Пленфілду. Протягом тривалого періоду часу надгробок його могили піддавався поруйнуванням через мисливців за сувенірами, а 2000 року більшу частину надгробка було викрадено. 2001 року могильний камінь було відновлено.

## У масовій культурі

### У літературі
- Роман «Психоз», Роберта Блоха
- Роман «Асистент»,  Тесс Геррітсен

### У кіно
- Варіант переказу життя Едварда Ґейна, як найжорстокішого серійного вбивці за всю історію Америки зроблено в фільмі «Ед Ґейн: М'ясник зі Плейнфілду» та в фільмі «Ед Ґейн. Монстр із Вісконсину».
- Елементи біографії Еда Ґейна включено до відомих кінострічок, таких як: «Психо», «Мовчання ягнят», франшизу «Техаська різанина бензопилою».
- Ед Ґейн згадується в серіалі про серійних маніяків «Криміналісти: мислити як злочинець», декілька серій відзнято за сюжетом його життя.
- Персонаж у 4-й серії 1-го сезону мультфільму «Суперв'язниця!»
- Ед Ґейн згадується в кінострічці «Американський психопат»
- Ед Ґейн згадується в телесеріалі «Кістки». Сезон 8, епізод 5 «The Method in the Madness»
- Ед Ґейн частково послужив прототипом персонажа Закарі Квінто в серіалі «Американська історія жаху: Притулок»
- Ед Ґейн згадується в телесеріалі «Декстер: Первородний гріх». Сезон 1, епізод 7 «The Method in the Madness»

### У музиці
- Пісня «Nothing to Gein», гурту «Mudvayne» розповідає про Еда Ґейна.
- Пісня «Nipple Belt», гурту «Tad» розповідає про Еда Ґейна.
- Пісня «Edward Gein», гурту «Fibonaccis» розповідає про Еда Ґейна.
- Пісня «Dead Skin Mask», гурту «Slayer» розповідає про Еда Ґейна.
- Пісня «Ballad of Ed Gein», гурту «Swamp Zombies» розповідає про Еда Ґейна.
- Пісня «Ed Gein», гурту «Killdozer» розповідає про Еда Ґейна.
- Пісня «Ed Gein», гурту «Macabre» розповідає про Еда Ґейна.
- Пісня «Plainfield», гурту «Church of Misery» розповідає про Еда Ґейна.
- Пісня «Sex Is Bad Eddie», гурту «The Tenth Stage» розповідає про Еда Ґейна.
- Пісня «Skinned», гурту «Blind Melon» розповідає про Еда Ґейна.
- Пісня «The Geins», гурту «Macabre Minstrels» розповідає про Еда Ґейна.
- Пісня «Torn», гурту «Maladiction» розповідає про Еда Ґейна.
- Пісня «Young God», гурту «Swans» також розповідає про життя Еда Ґейна.
- «Gein» — американський драм-енд-бейс-гурт з Мілвокі, яка пише в підстилі даркстеп.
- Пісня «Ed Gein», гурту «Billy the Kid» розповідає про Еда Ґейна.
- Музичний гурт «Ed Gein», що грає в жанрі грайндкор, меткор, хардкор-панк
- Пісня «Factory Of Gein», гурту «Las Bombillas», що грає в жанрі психобіллі розповідає про Еда Ґейна.